# Gurania makoyana
Gurania makoyana là một loài thực vật có hoa trong họ Cucurbitaceae. Loài này được (Lem.) Cogn. mô tả khoa học đầu tiên năm 1876.

## Hình ảnh

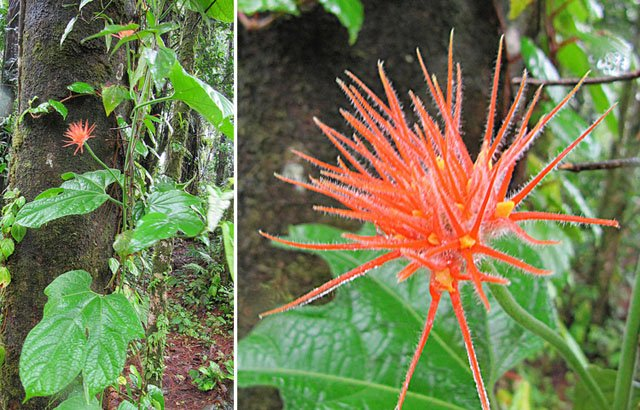